# Puffinus felthami
Puffinus felthami je izumrla vrsta morske ptice iz porodice zovoja. Živjela je za vrijeme pleistocena. Obitavala je na zapadu Sjeverne Amerike. Malo se zna o njoj iz fosilnih ostataka.